# VVER-TOI
VVER-TOI nebo VVER-1300, někdy také AES-2010 (rusky Водо-водяной энергетический реактор типовой оптимизированный информатизированный – Vodo-voďanoj energetičeskij reaktor tipovoj optimizirovannyj informatizirovannyj; Univerzální vodo-vodní digitálně optimalizovaný reaktor) je ruský reaktor generace III+ vyvinutý ruskou státní společností Gidropress.

## Vývoj

### VVER-1300
Prvotní vývoj reaktoru VVER o hrubém výkonu zhruba 1300 MW započal v 90. letech. Šlo však o odlišný reaktor, než pod jakým je VVER-1300 znám dnes. Původní návrh byl založený na VVER-1000, kdy byl zvýšen výkon, pasivní bezpečnost a byly využity zkušenosti z již provozovaných bloků. O tomto vývoji však není mnoho známo.

### VVER-TOI
Ačkoliv je VVER-TOI někdy označován VVER-1300, jedná se o zcela nový návrh reaktoru. Je založený na AES-2006 (VVER-1200/392M) a VVER-1000/392. Výsledkem vývoje byl reaktor VVER-1300/488. Vývoj pokračoval a dalším vývojovým typem byl VVER-1300/510, ze kterého následně vzešla prototypová verze VVER-1300/510K určená pro Kurskou jadernou elektrárnu II.
Projekt VVER-TOI zohledňuje zkušenosti z výstavby a provozu jaderných elektráren s VVER jak v Rusku, tak v zahraničí. Konstrukční řešení jsou optimalizována tak, aby minimalizovaly poruchy, které negativně ovlivňují ekonomický výkon pohonné jednotky.
První VVER-TOI bude spuštěn v Kurské jaderné elektrárně II a v přípravě je také Smolenská jaderná elektrárna II a dva bloky v Novovoroněžské jaderné elektrárně II. V budoucnu se tento typ reaktoru stane standardním blokem používaným ve většině nových jaderných elektrárnách v Rusku, jelikož je možné tyto bloky budovat v širokém spektru přírodních a klimatických podmínek.

## Kompletní seznam všech VVER-TOI
| Název             | Typ reaktoru | Zahájení stavby | Připojení k síti                | Stav, dodatečné informace       | Čistý výkon (MW) | Hrubý výkon (MW) |
| ----------------- | ------------ | --------------- | ------------------------------- | ------------------------------- | ---------------- | ---------------- |
| Kursk II-1        | 1300/510K    | 2018            | 2025                            | ve výstavbě                     | 1115             | 1255             |
| Kursk II-2        | 1300/510K    | 2019            | 2026                            | ve výstavbě                     | 1115             | 1255             |
| Kursk II-3        | 1300/510K    | -               | 2031                            | plánováno                       | 1115             | 1255             |
| Kursk II-4        | 1300/510K    | -               | 2034                            | plánováno                       | 1115             | 1255             |
| Smolensk II-1     | 1300/510     | 2027            | 2033                            | plánováno                       | 1115             | 1255             |
| Smolensk II-2     | 1300/510     | 2028            | 2034                            | plánováno                       | 1115             | 1255             |
| Smolensk II-3     | 1300/510     | -               | Odstraněno z dlouhodobého plánu | Odstraněno z dlouhodobého plánu | 1115             | 1255             |
| Smolensk II-4     | 1300/510     | -               | Odstraněno z dlouhodobého plánu | Odstraněno z dlouhodobého plánu | 1115             | 1255             |
| Novovoroněž II-3  | 1300/510     | -               | 2032                            | plánováno                       | 1115             | 1255             |
| Novovoroněž II-4  | 1300/510     | -               | Odstraněno z dlouhodobého plánu | Odstraněno z dlouhodobého plánu | 1115             | 1255             |
| Nižnij Novgorod-1 | 1300/510     | -               | Odstraněno z dlouhodobého plánu | Odstraněno z dlouhodobého plánu | 1115             | 1255             |
| Nižnij Novgorod-2 | 1300/510     | -               | Odstraněno z dlouhodobého plánu | Odstraněno z dlouhodobého plánu | 1115             | 1255             |
| Nižnij Novgorod-3 | 1300/510     | -               | Odstraněno z dlouhodobého plánu | Odstraněno z dlouhodobého plánu | 1115             | 1255             |
| Nižnij Novgorod-4 | 1300/510     | -               | Odstraněno z dlouhodobého plánu | Odstraněno z dlouhodobého plánu | 1115             | 1255             |
| Centrální-1       | 1300/510     | -               | Odstraněno z dlouhodobého plánu | Odstraněno z dlouhodobého plánu | 1115             | 1255             |
| Centrální-2       | 1300/510     | -               | Odstraněno z dlouhodobého plánu | Odstraněno z dlouhodobého plánu | 1115             | 1255             |
| Tatarstán-1       | 1300/510     | -               | Odstraněno z dlouhodobého plánu | Odstraněno z dlouhodobého plánu | 1115             | 1255             |
| Tatarstán-2       | 1300/510     | -               | Odstraněno z dlouhodobého plánu | Odstraněno z dlouhodobého plánu | 1115             | 1255             |
| Baškortostán-1    | 1300/510     | -               | Odstraněno z dlouhodobého plánu | Odstraněno z dlouhodobého plánu | 1115             | 1255             |
| Baškortostán-2    | 1300/510     | -               | Odstraněno z dlouhodobého plánu | Odstraněno z dlouhodobého plánu | 1115             | 1255             |
| Novočerkassk-1    | Nový vývoj   | -               | 2036                            | plánováno                       | 1115             | 1255             |
| Novočerkassk-2    | Nový vývoj   | -               | 2038                            | plánováno                       | 1115             | 1255             |

| Legenda: | v provozu | uzavřena | ve výstavbě/plánováno | výstavba zrušena |